# マルグリット・ジェラール
マルグリット・ジェラール（Marguerite Gérard、1761年1月28日 - 1837年5月18日）はフランスのロココ期の画家である。風俗画や人物画を描いた。

## 略歴
フランスの南東部のグラースで生まれた。父親はグラースで盛んだった香水の製造を行っていた人物である。ジェラールが8歳の時、姉のマリー＝アンヌ(Marie-Anne Fragonard: 1745–1823)がグラース出身の画家のジャン・オノレ・フラゴナールと結婚した。姉のマリー＝アンヌもミニアチュール画家として知られることになる人物である。
1775年に母親が亡くなった後、ジェラールはパリのルーブルに住む、義理の兄、フラゴナールの家に住んで、絵画や版画を学んだ。ルーブルでは、多くの画家の作品を鑑賞する機会があり、ジェラールは「オランダ黄金時代」の画家たちの風俗画から影響を受けた。1785年までには、人物画や風俗画家として、高い評価を得るようになった。ジェラールは、ジャン・オノレ・フラゴナールとともに『盗まれた接吻』を制作したと考えられている。
フランス革命の後、サロン・ド・パリへの女性画家の出展が認められるようになると1799年から1824年まで、定期的にサロンに作品を出展した。生涯、独身であった。

## 作品

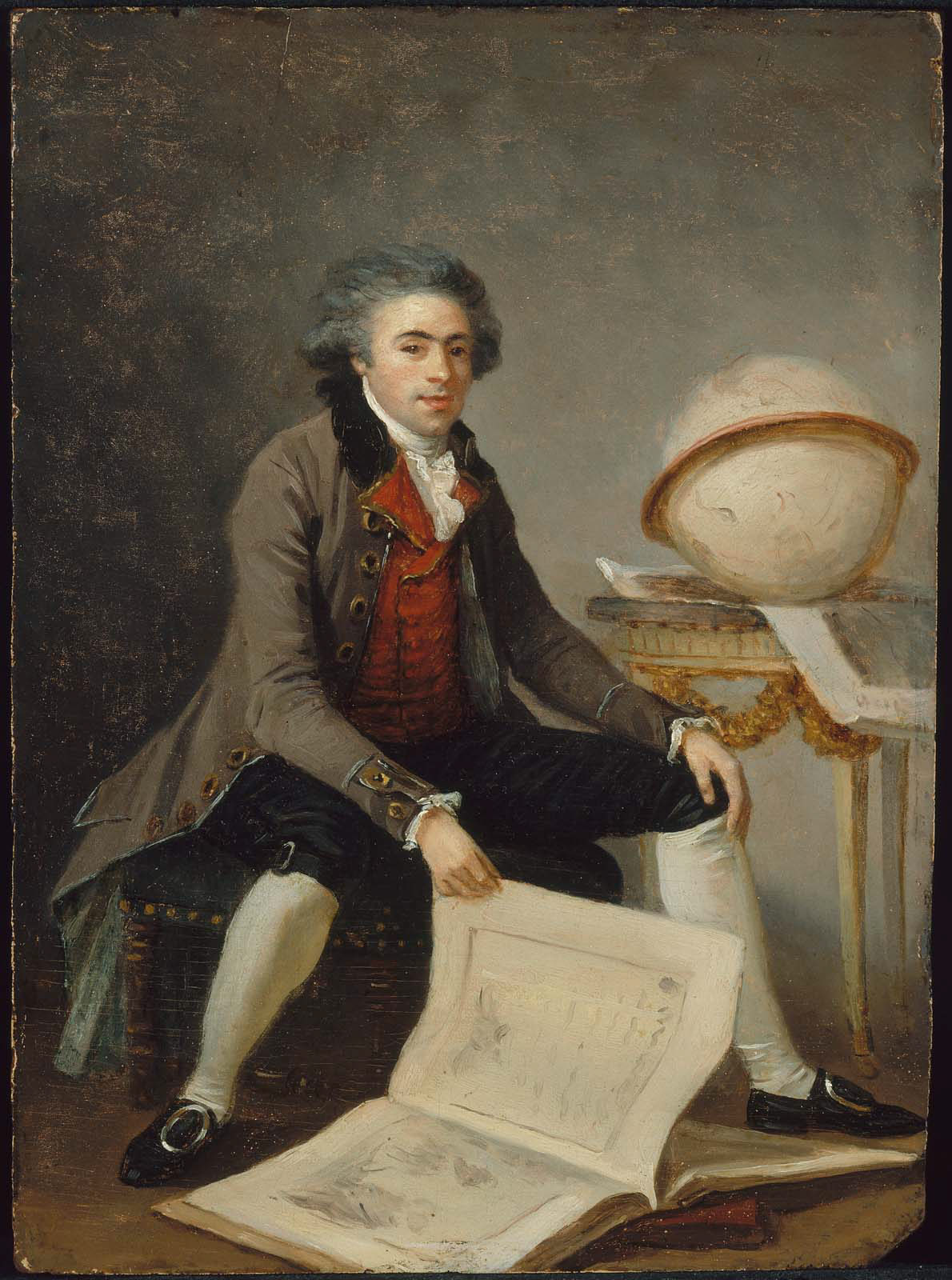
学者の肖像画(c.1785)
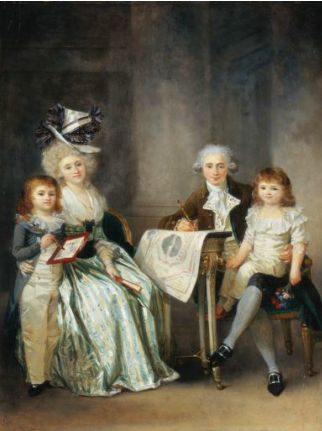
建築家の家族
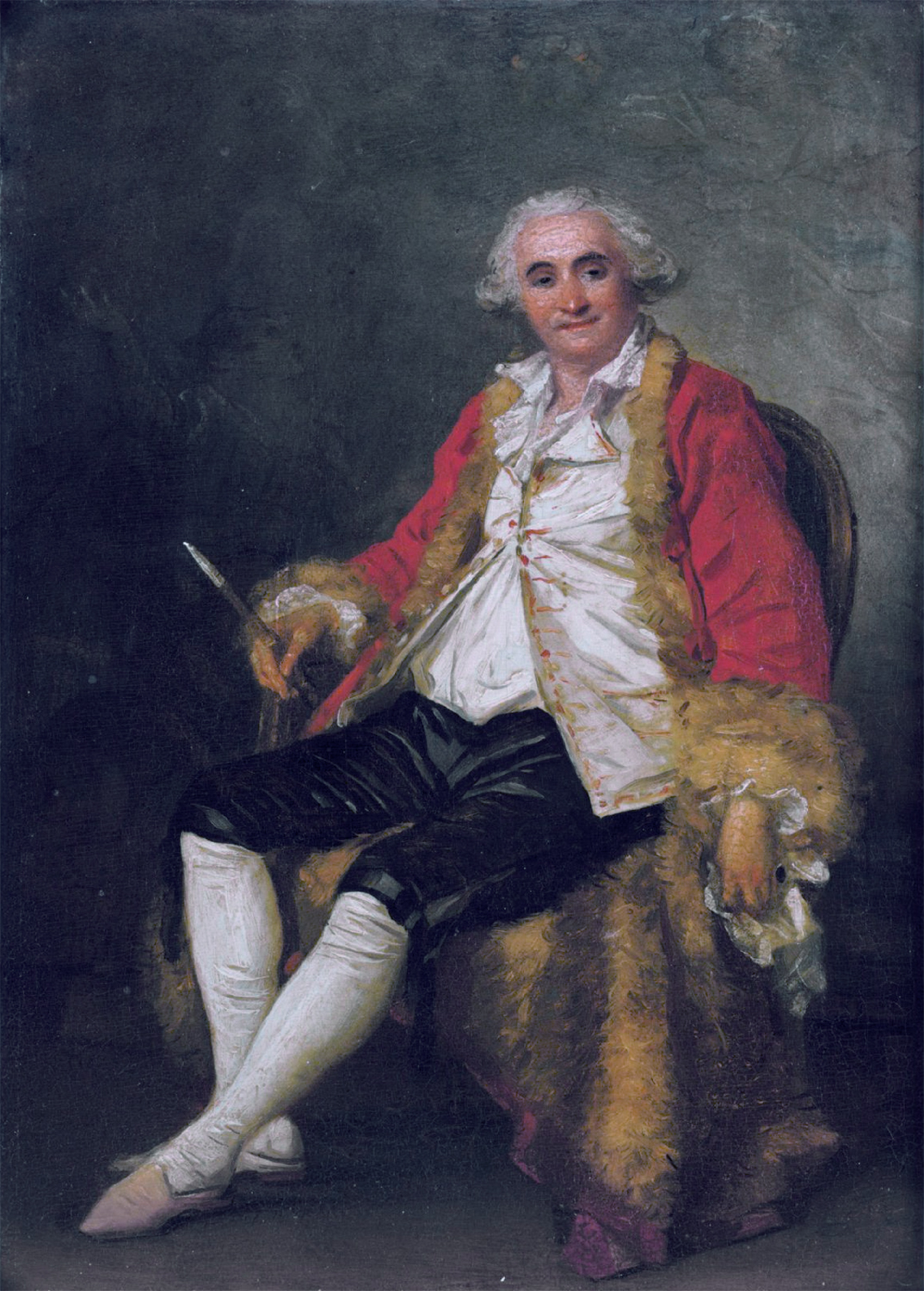
ジャン・オノレ・フラゴナール
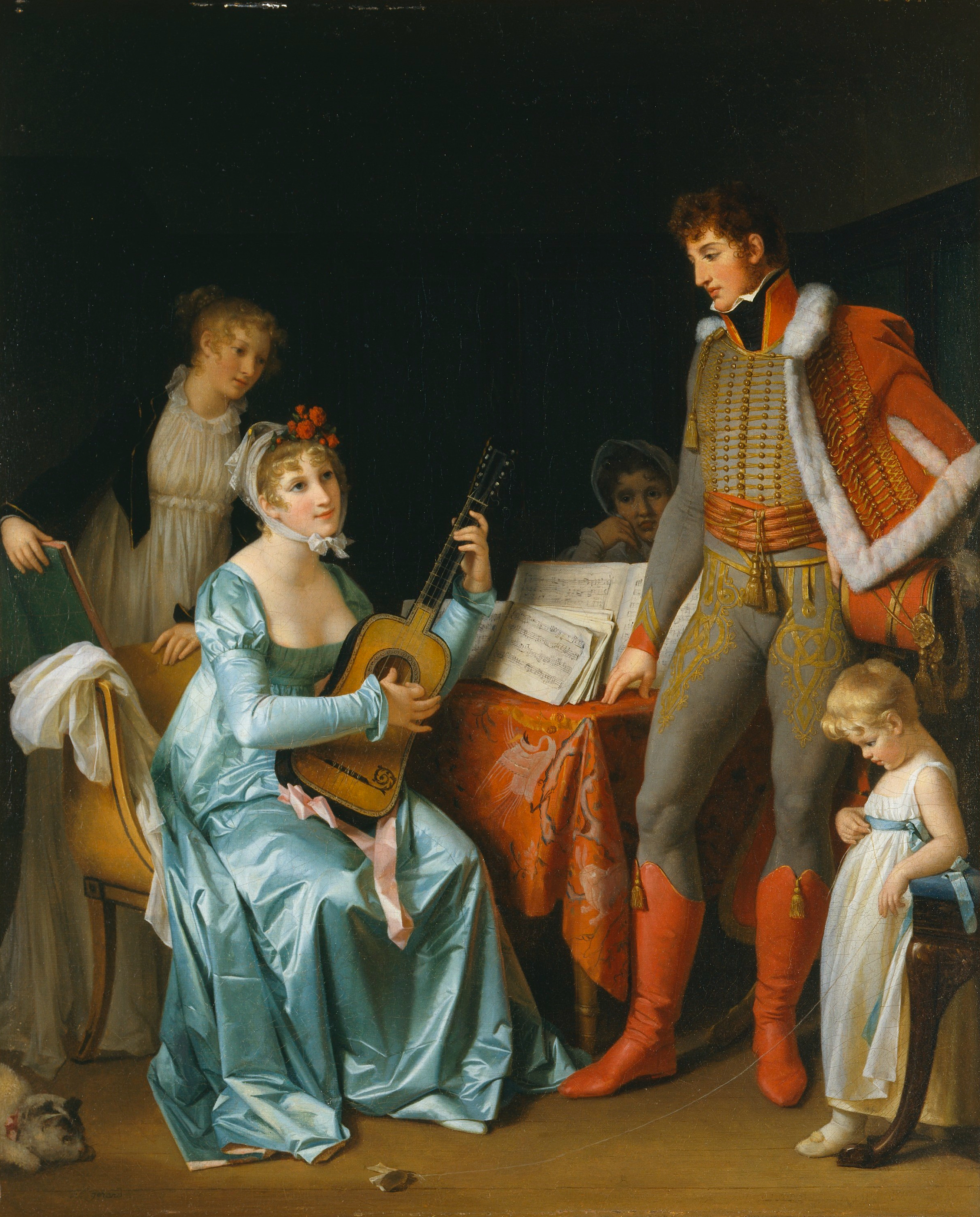
ジャン＝アンドシュ・ジュノーと夫人
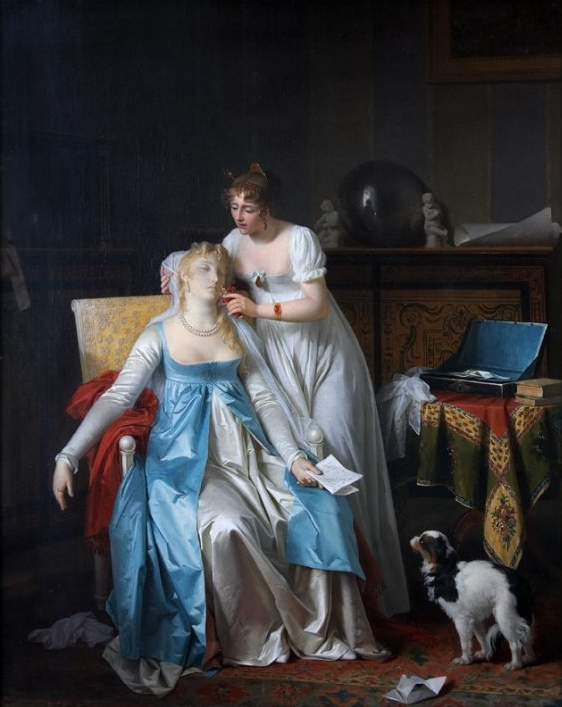
「悪いニュース」(1804)
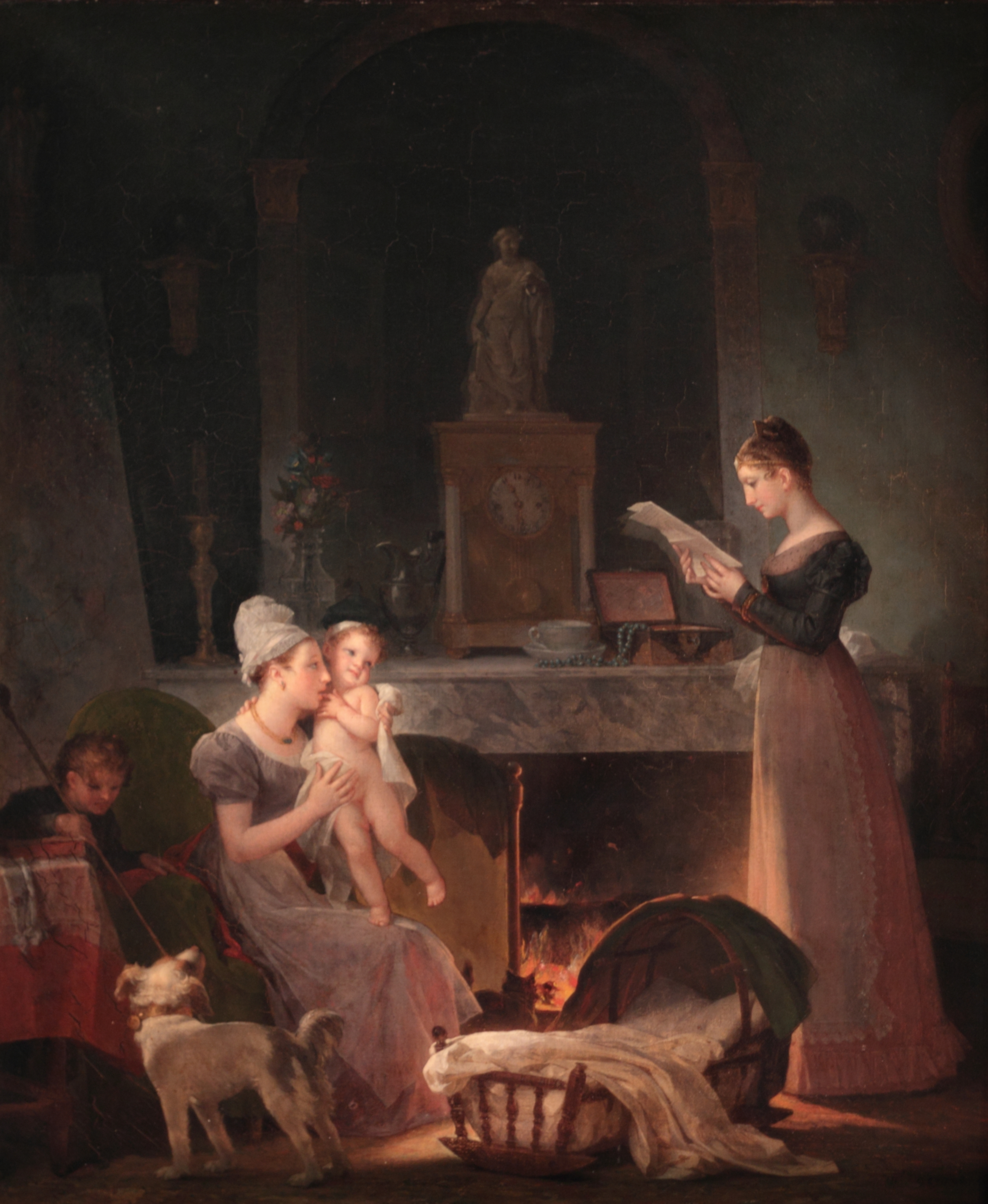
「手紙を読む」
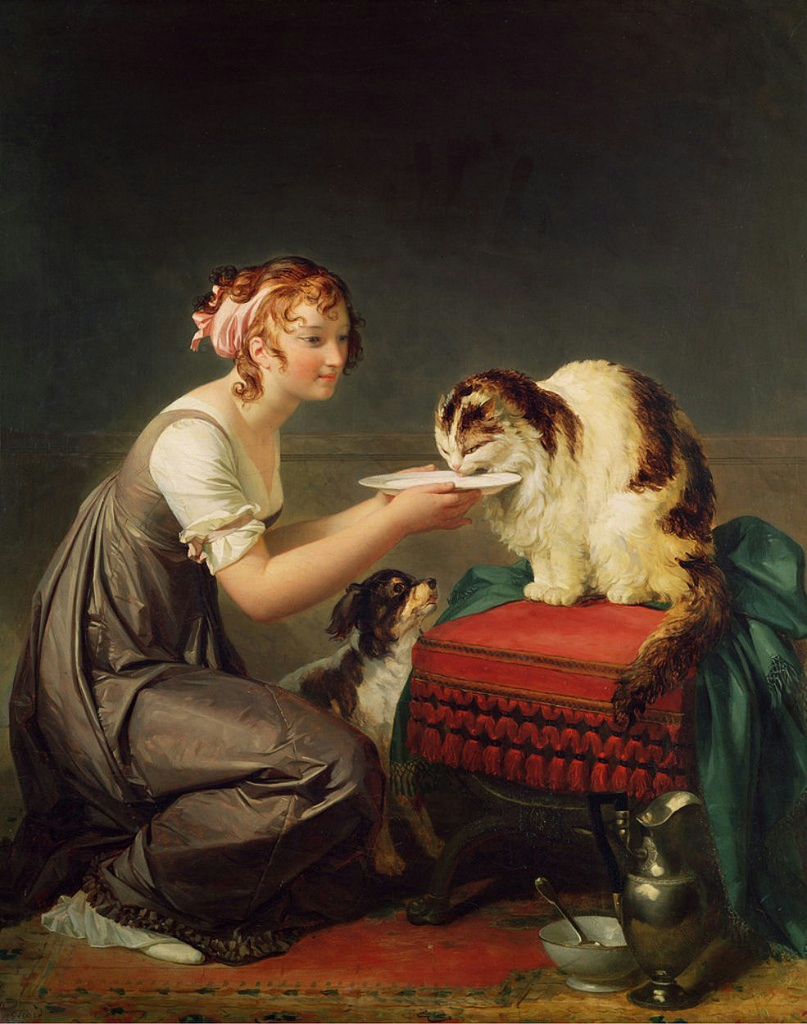
「猫の食事」
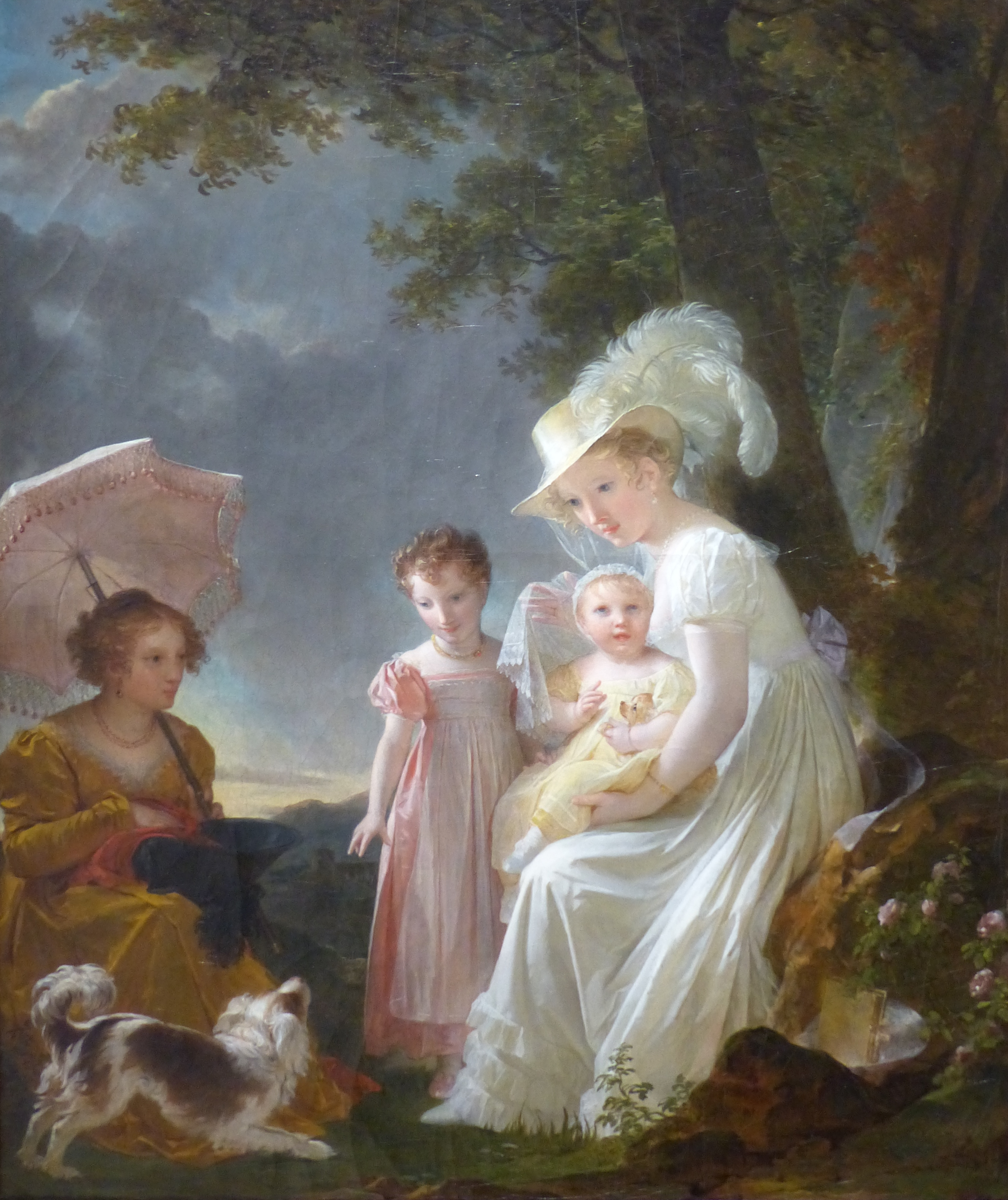
「夏」
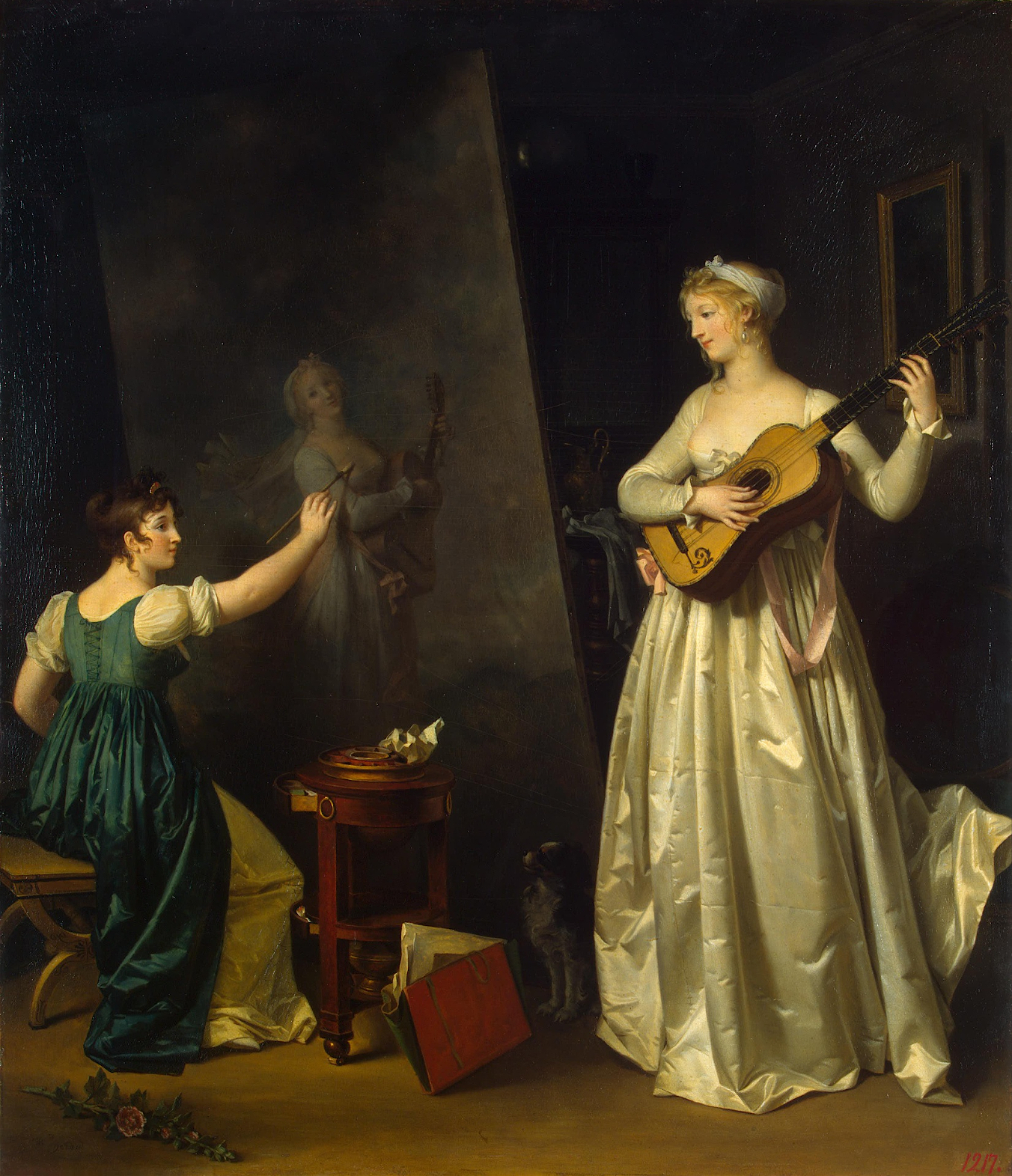
マルグリット・ジェラール - 音楽家の肖像画を描く画家、1803 年頃

## 関連書籍
- Carole Blumenfeld (2018). Marguerite Gérard, 1761-1837. Editions Gourcuff-Gradenigo - National Museum of Women in the Arts. ISBN 978-2-35340-273-1.
- Carole Blumenfeld. Sous les yeux de Fragonard: The Prints of Marguerite Gérard," Print Quarterly, vol.XXIX, no. 2 (June 2012), pp.142-62.
- Carole Blumenfeld et José de Los Llanos. Marguerite Gérard, artiste en 1789. Editions Paris Musées. ISBN 978-2-7596-0109-7.
- Sally Wells-Robertson, 'Marguerite Gérard et les Fragonard', Bulletin de la société de l'histoire de l'art Français, 1977, pp. 179-189
- Sally Wells-Robertson, Marguerite Gérard, PhD dissertation, New York University 1978
- Société Internationale pour l'Etude des Femmes de l'Ancien Régime. "Marguerite Gérard". Dictionnaire des femmes de l'Ancienne France. SIEFAR, IHMC / CNRS. Archived from the original on 2009-10-09. Retrieved 2009-05-10.
- Renouvier, Jules; de Montaiglon, Anatole (1863). Histoire de l'art pendant la révolution, considéré principalement dans les estampes. Paris: Veuve Jules Renouard. pp. 170–171. Retrieved May 10, 2009.